# Xã Richland, Quận Clinton, Ohio
Xã Richland (tiếng Anh: Richland Township) là một xã thuộc quận Clinton, tiểu bang Ohio, Hoa Kỳ. Năm 2010, dân số của xã này là 3.573 người.